# Markus Kleinheinz
Markus Kleinheinz (ur. 27 sierpnia 1976 w Neustift im Stubaital), saneczkarz austriacki, specjalista torów lodowych, zdobywca Pucharu Świata w sezonie 2002/2003.
Z zawodu celnik. Do jego największych sukcesów – obok triumfu w Pucharze Świata – zalicza się brązowy medal w mistrzostwach świata w Lillehammer w drużynie (1995), 4. miejsce w mistrzostwach świata w Nagano w drużynie (2004), 8. miejsce na igrzyskach olimpijskich w Salt Lake City w jedynkach mężczyzn (2002) oraz 5. miejsce w klasyfikacji generalnej Pucharu (2003/2004). Wielokrotnie zajmował miejsca w czołówce zawodów Pucharu Świata w konkurencji jedynek męskich.